# Paher
Un paher o paer es un magistrado en la administración municipal de la Cataluña medieval a partir del siglo XIII, cuya función concejil de supervisión de la actividad económica es semejante al jurado de la Corona de Castilla o a los jurats del Reino de Valencia.
También es conocido como paher en Cataluña y jurat en Valencia medieval al magistrado municipal, especie de juez de paz que tenía la función de velar por el cumplimiento de lo que se había acordado en las asambleas de paz y tregua ante conflictos importantes, cuando se necesitaba orden interiormente o para acometer campañas exteriores.
En Barcelona, el número de pahers era de 4 que se renovaban anualmente por cooptación, pero en 1265, Jaime I de Aragón ordenaría la constitución de un Consejo de Ciento en Barcelona, similar al que ya se había establecido en la ciudad aragonesa de Jaca en 1238. Los pahers desaparecerían, siendo sustituidos por los consejeros (consellers). Sin embargo, en Lérida y otras poblaciones, los pahers continuaron y la paería sería la forma de gobierno municipal hasta el siglo XVIII.